# Rörtjärnen (Åre socken, Jämtland, 704181-136097)
Rörtjärnen är en sjö i Åre kommun i Jämtland och ingår i Indalsälvens huvudavrinningsområde.